# 1. Frauenfußballclub Turbine Potsdam 71
L'1. Frauenfußballclub Turbine Potsdam 71, citato semplicemente come Turbine Potsdam e indicato in passato come SSV Turbine Potsdam, è una società calcistica femminile tedesca con sede nella città di Potsdam. Fondata il 3 marzo 1971 come sezione femminile del BSG Turbine Potsdam, è una società indipendente dal 1º aprile 1999. I colori sociali sono il bianco e il blu.
La prima squadra disputa le proprie partite casalinghe al Karl-Liebknecht-Stadion, situato nel quartiere di Babelsberg e di proprietà dell'SV Babelsberg 03, mentre la squadra amatori riceve i propri avversari allo Sportforum Waldstadt, situato nel quartiere di Waldstadt.
È uno dei club più titolati del calcio femminile tedesco: ha vinto per 6 volte la Frauen-Bundesliga (a cui vanno aggiunti 6 titoli nel campionato della DDR), per 3 volte la Coppa di Germania, per 5 la DFB-Hallenpokal der Frauen e per 2 volte la UEFA Women's Champions League.

## Storia

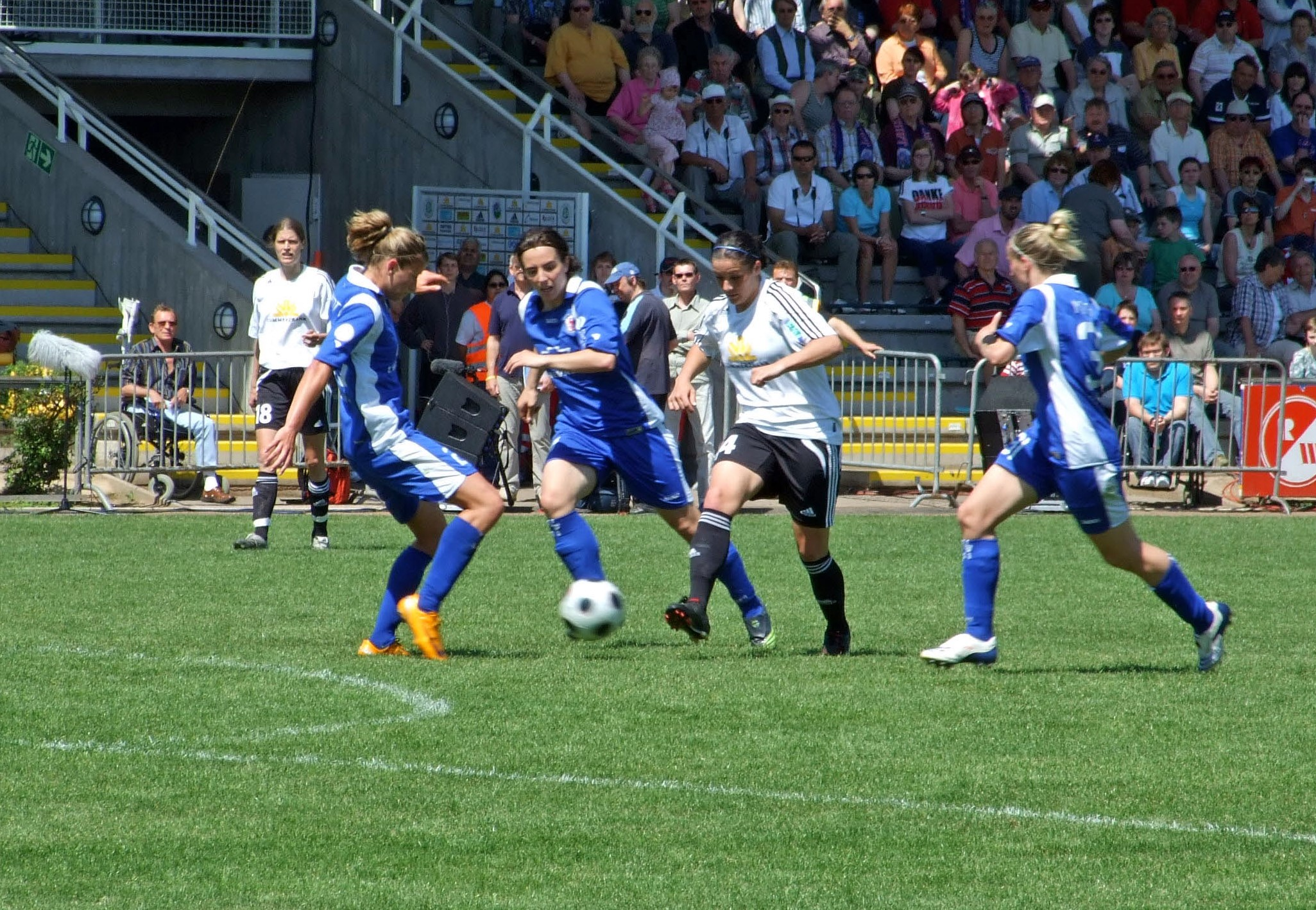
Una partita tra Turbine Potsdam e Francoforte (2008)

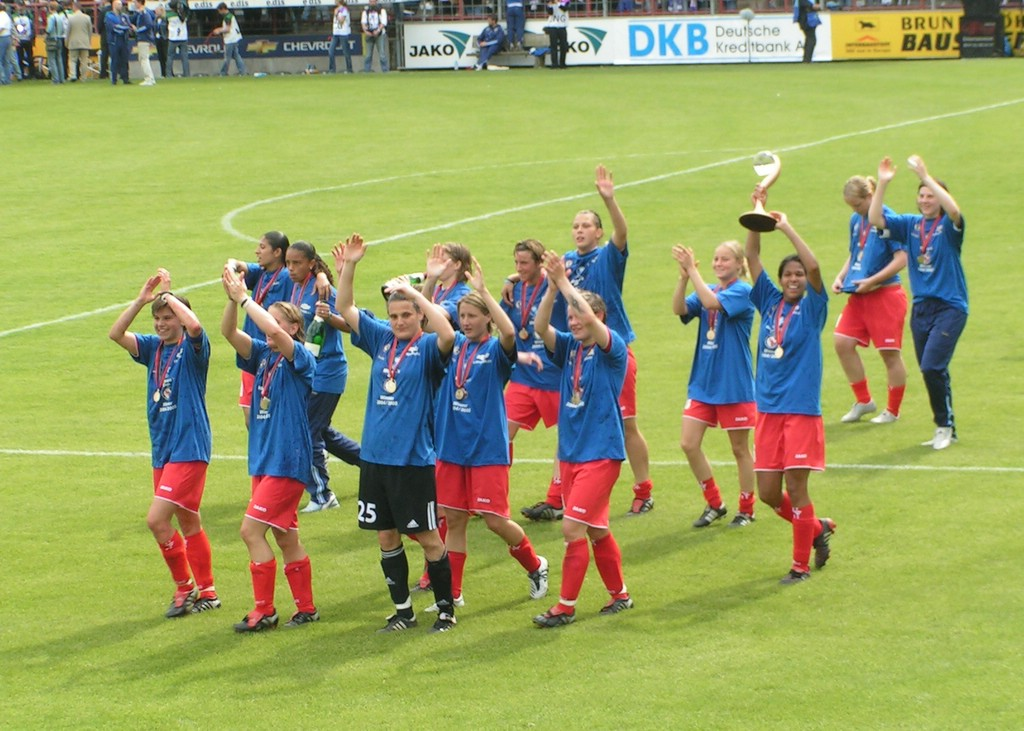
Le calciatrici del Turbine Potsdam dopo la vittoria della Champions League 2004/2005

Nel marzo 1971 venne fondata la sezione femminile del Betriebssportgemeinschaft Turbine Potsdam. Nel 1979 partecipò al primo campionato della Germania Est e nel 1981 vinse il campionato per la prima volta, confermandosi anche nelle due stagioni consecutive. Nel corso degli anni ottanta vinse il campionato della Germania Est per sette volte. Nel 1990 con la riunificazione della Germania il club entrò a far parte del campionato tedesco femminile di calcio e cambiò denominazione in Sportvereinigung Turbine.
Nel 1994 venne promosso in Frauen-Bundesliga, la massima serie del campionato tedesco. Ben presto raggiunse le posizioni di medio-alta classifica e nel 1999 cambiò nuovamente denominazione in 1. Frauenfußballclub Turbine Potsdam 71. Nel 2004 il Turbine Potsdam vinse la Frauen-Bundesliga per la prima volta nella sua storia con quattro punti di vantaggio sulle rivali dell'1. FFC Francoforte, sconfitte per 2-7 a Francoforte all'ultima giornata di campionato. Nella stessa stagione il Turbine Potsdam vinse la sua prima DFB-Pokal der Frauen, battendo in finale l'1. FFC Francoforte, e ripetendosi nelle due edizioni successive vincendo le finali sempre contro l'1. FFC Francoforte. Grazie alla prima vittoria del campionato il Turbine Potsdam partecipò alla UEFA Women's Cup per la prima volta nell'edizione 2004-2005. Superò senza difficoltà la seconda fase a gironi vincendo il suo raggruppamento ed accedendo ai quarti di finale, dove affrontò ed eliminò le russe dell'Ėnergija Voronež. In semifinale eliminò le norvegesi del Trondheims-Ørn con un 7-1 complessivo, anche grazie alla tripletta di Conny Pohlers nella gara di andata. La finale vide il Turbine Potsdam battere le svedesi del Djurgården/Älvsjö sia nella gara di andata sia nella gara di ritorno, disputatasi a Potsdam, conquistando la UEFA Women's Cup per la prima volta nella sua storia. Inoltre, Conny Pohlers, attaccante del Turbine Potsdam, vinse la classifica marcatrici con 14 reti realizzate nel corso del torneo.
Nel 2006 vinse la sua seconda Frauen-Bundesliga, distanziando il FCR 2001 Duisburg di quattro punti. Da campione in carica partecipò alla UEFA Women's Cup 2005-2006, raggiungendo nuovamente la finale del torneo: dopo aver superato la seconda fase a gironi, eliminò nei quarti di finale le islandesi del Valur con un complessivo 19-2 ed eliminò in semifinale le svedesi del Djurgården/Älvsjö, affrontate nella finale dell'anno prima. In finale il Turbine Potsdam affrontò le connazionali dell'1. FFC Francoforte, venendo nettamente sconfitto con un complessivo 7-2. Il torneo si concluse con la classifica marcatrici dominata da calciatrici del Turbine Potsdam con Conny Pohlers vincitrice ed Anja Mittag e Renate Lingor a seguire. Nel 2007 il cammino del Turbine Potsdam in UEFA Women's Cup terminò nei quarti di finale con la sconfitta contro le danesi del Brøndby.
Nel 2009 il Turbine Potsdam vinse la sua terza Frauen-Bundesliga, terminando il campionato a pari punti con il Bayern Monaco, ma sopravanzandolo grazie alla miglior differenza reti. Nello stesso anno raggiunse la finale della DFB-Pokal der Frauen, ma venne sconfitto con un perentorio 7-0 dal FCR 2001 Duisburg, che aveva concluso il campionato al terzo posto a un solo punti di distacco dalla coppia di testa. Il successo in campionato consentì al Turbine Potsdam di disputare la neonata UEFA Women's Champions League nell'edizione 2009-2010: scese in campo all'avvio della fase ad eliminazione diretta ed eliminò in sequenza le finlandesi dell'Honka, le danesi del Brøndby e le norvegesi del Røa. In semifinale affrontò le connazionali del FCR 2001 Duisburg: dopo aver perso la gara di andata per 1-0, vinse la gara di ritorno per 1-0, portando la sfida ai tiri di rigore, che videro il Turbine Potsdam prevalere. In finale affrontò le francesi dell'Olympique Lione allo stadio Coliseum Alfonso Pérez di Getafe: i tempi regolamentari si conclusero a reti inviolate e le squadre andarono ai tiri di rigore, che videro prevalere le tedesche alla nona serie di tiri, alla loro seconda vittoria del massimo trofeo continentale. Nella stessa stagione il Turbine Potsdam vinse la sua quarta Frauen-Bundesliga, la seconda consecutiva.
Nelle due stagioni successive il Turbine Potsdam proseguì il suo dominio nella Frauen-Bundesliga, vincendo il campionato per la quinta e la sesta volta nella sua storia, portando a quattro i campionati vinti consecutivamente. Si mantenne ad alti livelli anche in campo europeo, senza però riuscire a trionfare nuovamente. Nell'edizione 2010-2011 della UEFA Women's Champions League replicò il cammino dell'edizione precedente, eliminando in sequenza l'Åland United, il Neulengbach, lo Juvisy e nuovamente il FCR 2001 Duisburg in semifinale. In finale affrontò nuovamente le francesi dell'Olympique Lione, che si rifecero della finale persa l'anno prima vincendo per 2-0 al Craven Cottage di Londra. La sfida tra le francesi e le tedesche si rinnovò anche nella UEFA Women's Champions League 2011-2012, ma questa volta in semifinale e vide prevalere l'Olympique Lione, vincitore della gara di andata per 5-1, che si avviò a vincere la coppa per il secondo anno consecutivo. Dopo la deludente edizione 2012-2013 della UEFA Women's Champions League, in cui il Turbine Potsdam venne eliminato negli ottavi di finale dalle inglesi dell'Arsenal, nell'edizione 2013-2014 il Turbine Potsdam raggiunse le semifinali, dove venne eliminato dalle connazionali del Wolfsburg, future vincitrici del torneo. In particolare, il Turbine Potsdam eliminò negli ottavi di finale l'Olympique Lione grazie alla regola dei gol in trasferta ed interrompendo la serie di quattro finali consecutive raggiunte dalle francesi. Negli stessi anni il Turbine Potsdam si mantenne nelle posizioni di vertice della Frauen-Bundesliga, eccetto nella stagione 2015-2016, quando concluse il campionato al settimo posto, peggior posizionamento dall'istituzione nel 1997 del girone unico di Frauen-Bundesliga.

## Allenatori
- 1971-1992  Bernd Schröder
- 1992-1993  Peter Raupack
- 1993-1994  Frank Lange
- 1995  Sabine Seidel
- 1995-1997  Lothar Müller
- 1997  Eckart Düwiger
- 1997-2016  Bernd Schröder
- 2016-2020  Matthias Rudolph
- 2020-2022  Sofian Chahed
- 2022-  Sebastian Middeke

## Calciatrici

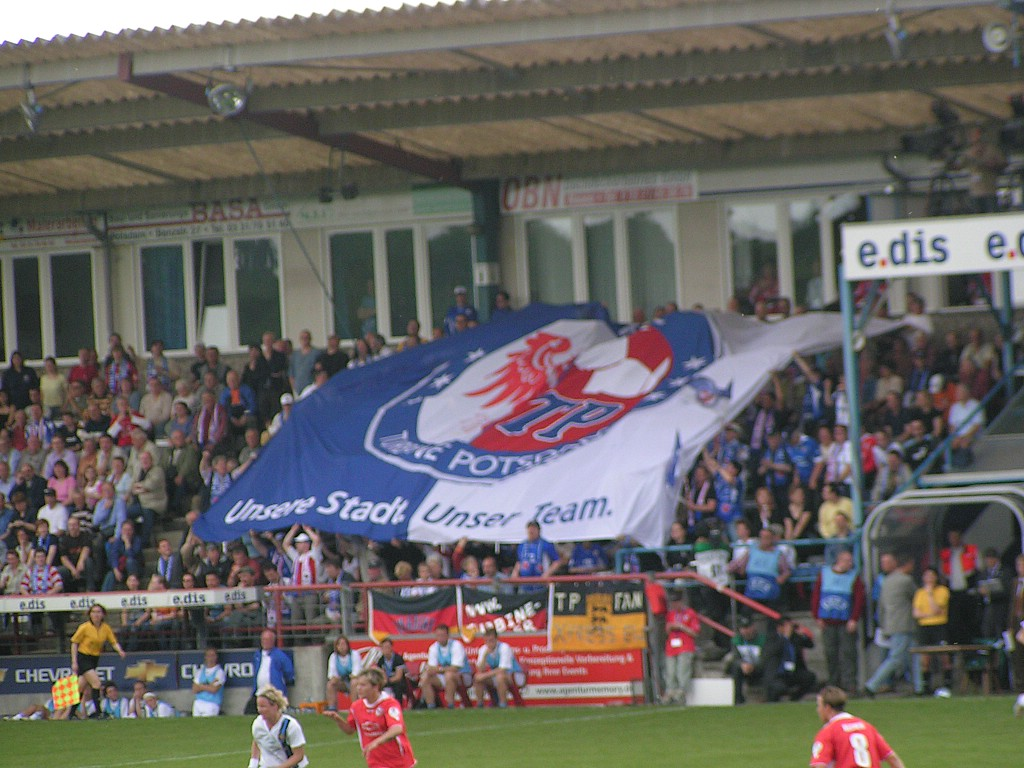
Tifo dei supportes del Turbine Potsdam durante una partita di Champions League

### Giocatrici significative
Calciatrici con significative presenze nelle rispettive squadre nazionali nella storia del club (parziale)
- Nadine Angerer
- Fatmire Bajramaj
- Britta Carlson
- Cristiane
- Sonja Fuss
- Ariane Hingst
- Ilaria Mauro
- Anja Mittag
- Navina Omilade
- Conny Pohlers
- Petra Wimbersky

## Palmarès

### Competizioni nazionali
- Campionato tedesco: 6

2003-2004, 2005-2006, 2008-2009, 2009-2010, 2010-2011, 2011-2012
- Campionato tedesco di seconda divisione: 1

2023-2024
- Coppa di Germania: 3

2003-2004, 2004-2005, 2005-2006
- DDR-Bestenermittlung im Frauenfußball: 6

1981, 1982, 1983, 1985, 1986, 1989
- DFB-Hallenpokal der Frauen: 5

2003-2004, 2004-2005, 2007-2008, 2008-2009, 2009-2010

### Competizioni internazionali
- UEFA Women's Champions League: 2

2004-2005, 2009-2010

### Altri piazzamenti
- UEFA Women's Champions League:

Finalista: 2005-2006

## Organico

### Rosa 2022-2023
Rosa, ruoli e numeri di maglia come da sito ufficiale, aggiornata al 16 settembre 2022.
| N. |                          | Ruolo | Calciatrice            |
| -- | ------------------------ | ----- | ---------------------- |
| 3  | Venezuela (bandiera)     | D     | Sonia O'Neill          |
| 4  | Israele (bandiera)       | D     | Irena Kuznezov         |
| 6  | Austria (bandiera)       | C     | Maria Plattner         |
| 7  | Giappone (bandiera)      | C     | Mai Kyōkawa            |
| 8  | Germania (bandiera)      | A     | Laura Radtke           |
| 9  | Germania (bandiera)      | A     | Pauline Deutsch        |
| 10 | Danimarca (bandiera)     | A     | Karoline Smidt Nielsen |
| 11 | Germania (bandiera)      | C     | Jennifer Cramer        |
| 13 | Germania (bandiera)      | D     | Amy König              |
| 14 | Germania (bandiera)      | A     | Sophie Weidauer        |
| 15 | Stati Uniti (bandiera)   | D     | Adrienne Jordan        |
| 16 | Nuova Zelanda (bandiera) | D     | Maya Hahn              |
| 17 | Germania (bandiera)      | A     | Viktoria Schwalm       |
| 18 | Germania (bandiera)      | D     | Wibke Meister          |

| N. |                     | Ruolo | Calciatrice        |
| -- | ------------------- | ----- | ------------------ |
| 19 | Germania (bandiera) | C     | Alisa Grincenco    |
| 20 | Israele (bandiera)  | C     | Noa Selimhodzic    |
| 21 | Germania (bandiera) | C     | Anna Gerhardt      |
| 22 | Germania (bandiera) | P     | Jil Frehse         |
| 23 | Francia (bandiera)  | D     | Teninsoun Sissoko  |
| 24 | Ghana (bandiera)    | D     | Louisa Aniwaa      |
| 25 | Irlanda (bandiera)  | A     | Amber Barrett      |
| 26 | Polonia (bandiera)  | C     | Martyna Wiankowska |
| 27 | Germania (bandiera) | C     | Noemi Gentile      |
| 28 | Slovenia (bandiera) | A     | Adrijana Mori      |
| 29 | Nigeria (bandiera)  | D     | Onyinyechi Zogg    |
| 30 | Germania (bandiera) | P     | Vanessa Fischer    |
| 41 | Germania (bandiera) | P     | Anna Wellmann      |